# Championnats d'Europe de karaté 1990
Les championnats d'Europe de karaté 1990 sont des championnats internationaux de karaté qui ont eu lieu à Vienne, en Autriche, en 1990. Cette édition a été la 25e des championnats d'Europe de karaté seniors organisés par la Fédération européenne de karaté chaque année depuis 1966. Un total de 430 athlètes provenant de 26 pays y ont participé.

## Médaillés

### Hommes

#### Individuel
| Épreuve       | Or                | Argent              | Bronze                                |
| ------------- | ----------------- | ------------------- | ------------------------------------- |
| Kata          | Dario Marchini    | Steve Morris        | Pasquale Acri                         |
| Kumite -60 kg | Christian Keil    | Daniele Simmi       | David Luque Camacho Stein Rønning     |
| Kumite -65 kg | Francesco Muffato | Tim Stephens        | Reginaldo Doran Jesús Juan Rubio      |
| Kumite -70 kg | Bruno Pellicier   | Victor Alvarado     | Haldun Alagas Harald Arnesen          |
| Kumite -75 kg | Toni Dietl        | Djim Doula          | Delano van der Kust Džezmir Muratagic |
| Kumite -80 kg | José Manuel Egea  | Miroslav Gachulinec | Mervyn Etienne Christophe Pinna       |
| Kumite +80 kg | Marc Pyrée        | Jarle Sorken        | Juan Antonio Hernández Jürgen Lemmen  |
| Kumite Sanbon | Mike Sailsman     | Harald Arnesen      | J.Nieminen George Petermann           |
| Kumite Ippon  | Thierry Masci     | Giovanni Tramontini | Tamás Molnár Ralf Wintergerst         |

#### Équipe
| Event  | Or         | Argent  | Bronze        |
| ------ | ---------- | ------- | ------------- |
| Kata   | Italie     | Espagne | France        |
| Kumite | Angleterre | Espagne | France Écosse |

### Femmes

#### Individuel
| Épreuve       | Or                 | Argent              | Bronze                                                   |
| ------------- | ------------------ | ------------------- | -------------------------------------------------------- |
| Kata          | Maite San Narciso  | Cristina Restelli   | Marisa Rozalen                                           |
| Kumite -53 kg | Anna Di Cesare     | Veronica Pennman    | Ivonne Senff                                             |
| Kumite -60 kg | Ruth Hahn          | Drapeau de l'Écosse | Drapeau de la Macédoine du Nord · Drapeau de la Tchéquie |
| Kumite +60 kg | Catherine Belrhiti | Marie-Ange Legros   | Annelies Bremmers Silvia Wiegärtner                      |

#### Équipe
| Épreuve | Or         | Argent | Bronze        |
| ------- | ---------- | ------ | ------------- |
| Kata    | Espagne    | ?      | France ?      |
| Kumite  | Angleterre | Italie | France Écosse |